# Angeloi (Esoterik)
Angeloi (indisch auch „Devas“ genannt) sind Engelwesen, bei denen es sich nach anthroposophischer Auffassung um Geister oder Söhne des Zwielichts und der Dämmerung handelt. Bei ihnen handelt es sich um Geister für bestimmte Landschaften, Pflanzen- und Tierarten. Sie begleiten außerdem den Menschen persönlich auf allen Wegen. Innerhalb der von Rudolf Steiner festgelegten Engelhierarchie nehmen sie den neunten Grad ein, das heißt, sie stehen nur eine Stufe über den Menschen.